# Novye Izvestia
Novye Izvestia (en russe : Новые Известия) est un quotidien russe.

## Histoire
Fondé par une équipe écartée de la rédaction d'Izvestia, les Novye Izvestia (« Nouvelles Izvestia ») est un journal populaire en couleur.